# Alexandrie Alexandra
Pour les articles homonymes, voir Alexandrie (homonymie).
Singles de Claude François
Magnolias for Ever
(1977) Bordeaux Rosé
(1978)
Pistes de Magnolias for Ever
Sacrée chanson Rubis
Alexandrie Alexandra est une chanson disco composée en 1977 par Jean-Pierre Bourtayre et Claude François, sur des paroles écrites par Étienne Roda-Gil, et interprétée par Claude François. 
Elle est sortie en décembre 1977 sur l'album Magnolias for Ever puis en 45 tours le 15 mars 1978, le jour des obsèques de son interprète, mort accidentellement le 11 mars 1978. 
Elle s'écoule à plus de 800 000 exemplaires en France et demeure un des plus grands succès de Claude François. Elle reste, avec Magnolias for Ever, l'une des chansons de Claude François qui passe toujours en boîte de nuit, 47 ans après sa sortie.

## Caractéristiques
Peu de temps avant la création et l'enregistrement d'Alexandrie Alexandra, Lamont Dozier, artiste de la Tamla Motown, est en France pour la promotion de son nouvel album. Claude François le rencontre lors de l'émission télévisée Musique and Music de Jacques Martin. Tous deux sympathisent, et Claude François l'invite à dîner chez lui, au Moulin de Dannemois, pour le présenter à Jean-Pierre Bourtayre. Ils discutent musique pendant le repas puis Claude François invite Lamont Dozier à s'asseoir au piano. Celui-ci leur joue alors l'introduction de sa chanson Going Back to My Roots (titre qui sera plus tard popularisé par le groupe Odyssey en 1981). Cette intro inspire alors la structure musicale du titre Alexandrie Alexandra.
La musique est signée Jean-Pierre Bourtayre et Claude François, et les paroles Étienne Roda-Gil. Les paroles évoquent l'Égypte natale de Claude François : le voile islamique (« voiles sur les filles »), le Nil, le phare d'Alexandrie, les légendaires sirènes, ainsi que le barracuda. La chanson est également célèbre pour sa chorégraphie qui consiste à plier les bras contre le torse, puis à les lancer vers l'avant comme pour attraper quelque chose.
Le vendredi 17 février 1978, au cours d'un rendez vous à son bureau du 122 boulevard Exelmans à Paris, Claude François demande à Jeff Barnel de traduire en arabe le texte de la chanson. Mais Claude François n’aura jamais l’occasion de chanter la chanson en arabe. 
Selon certains sources[Lesquelles ?], le chanteur devait inclure « Alexandrie Alexandra »  dans ses prochains concerts. Il devait commencer les répétitions à partir du 20 mars 1978, il aurait sûrement interprété ce titre en fin de spectacle avant les chansons « J'attendrai » et « C'est la même chanson ». 
Il existe deux versions de cette chanson : la première, parue sur le 45 tours et qui est la plus répandue, et une seconde, présente sur l’album, qui met en avant la guitare électrique notamment au début de la chanson. Cette seconde version est utilisée dans son clip pour RTL TV de décembre 1977, où l'image est volontairement floue (Claude avait fait mettre de la vaseline sur l'œil de la caméra).

## Enregistrement
La chanson est enregistrée en même temps que le reste de l’album, c’est-à-dire en octobre 1977 (on peut d’ailleurs voir quelques images de l’enregistrement dans l’émission « Je veux être toi » diffusée en décembre 1977). Les orchestrations et les chœurs sont enregistrés aux studios Trident à Londres. Quant au mixage de la version 45 tours, il s’effectuera le 9 février 1978 sous la direction de l'ingénieur du son Bernard Estardy aux studios CBE à Paris.

## Sortie
Le titre sort en décembre 1977 sur l'album Magnolias for Ever. Claude exige que le 45 tours sorte le mercredi 15 mars 1978 (dans une version assez différente du 33 tours au niveau de l'orchestration, plus courte de 12 secondes et c’est d’ailleurs cette version que l’on retrouve sur les différentes intégrales et compilations sur Claude François) ; c'est, par hasard, à cette date qu'ont eu lieu ses funérailles. On trouve la chanson Ève en face B. La pochette du 45 tours fut la dernière pochette réalisée et signée par Claude François.
Le disque 45 tours est sorti au Canada, et également à Madagascar et en Belgique avec une pochette différente.

### Rééditions
En 1998 sort une version technomix d'Alexandrie Alexandra qui se classe à la 45e place du Top 50.
Pour le 40e anniversaire de la chanson, une version longue d’une durée de 8 min 10 s sort en décembre 2017 en version digitale.
Par ailleurs, deux formats digitaux sortent début 2018 :
- une édition deux titres avec la version longue et sa version instrumentale ;
- une édition single avec une nouvelle version de 5 min ;

Un maxi vinyle 45 tours en tirage limité sort également à la même date avec les trois versions précitées au côté de la version originale de 1977.
La version longue figure également sur l’anthologie Claude François For Ever, sortie en février 2018.
Soucieux de conserver l’âme de l’originale, Claude François Jr a souhaité confier la réalisation de cette version à Slim Pezin, co-arrangeur avec Raymond Donnez de l’enregistrement original.
Tous les instruments et parties chantées qu'on entend dans ce nouveau mix proviennent de la bande multipiste originale de 1977.
Ce mix 40e anniversaire donne aussi à entendre les cuivres et violons en stéréo, alors qu’ils étaient jusqu’ici en mono en raison des 24 pistes auxquelles les productions étaient contraintes à l’époque, d’où la sensation d’un spectre sonore plus large, mieux rempli.

## Diffusions TV
Claude François eut le temps de présenter quatre fois cette chanson à la télévision :
- Dans un Numéro 1 de Maritie et Gilbert Carpentier, le 26 novembre 1977, qui lui était consacré.
- Un clip pour RTL TV en décembre 1977.
- Dans l'émission belge Chansons à la carte le 22 janvier 1978.
- Dans une émission enregistrée par la BBC le 9 et 10 mars 1978 à Leysin (Suisse) et diffusée en mai 1978 et à Noël 1978.

## Classements

### Classements hebdomadaires
| Classement (1978)                            | Meilleure position |
| -------------------------------------------- | ------------------ |
| Belgique (Wallonie Ventes)[réf. à confirmer] | 5                  |
| Belgique (Flandre Ultratop 50 Singles)       | 17                 |
| France (IFOP)                                | 1                  |
| Suisse (Romandie Ventes)                     | 2                  |

| Classement (2009)                          | Meilleure position |
| ------------------------------------------ | ------------------ |
| Belgique (Flandre Back Catalogue Singles)  | 2                  |
| Belgique (Wallonie Back Catalogue Singles) | 2                  |

| Classement (2012) | Meilleure position |
| ----------------- | ------------------ |
| France (SNEP)     | 90                 |

### Classements de fin d'année
| Classement (1978) | Position |
| ----------------- | -------- |
| France (SNEPA)    | 9        |

## Crédits
- Composition : Claude François - Jean-Pierre Bourtayre / Étienne Roda-Gil
- Arrangements : Slim Pezin et Raymond Donnez[13]
- Guitare rythmique : Slim Pezin
- Claviers : Lance Dixon
- Synthétiseur : Bernard Estardy
- Basse : Mo Foster
- Batterie : Peter Van Hooke
- Percussions : Franck Ricotti, Ray Cooper et Marc Chantereau
- Arrangements cordes et cuivres : Raymond Donnez[14]

## Reprises et samples
- Les VRP la reprennent sur l'album Remords et tristes pets (1989)
- La chanteuse suédoise Indra reprend le titre dans une version orientée « dance music » lors d'un numéro spécial de l'émission « Stars 90 » en hommage à Claude François présenté par Michel Drucker et Sheila et diffusé le 18 février 1993. Après sa diffusion, cette version interprétée par la chanteuse de dance music alors très populaire reçoit l'engouement du public et paraît sur une réédition de son single de l'époque Gimme what's real. Le titre est également inclus sur le Best of de la chanteuse sorti l'année suivante (1994).
- En 2000, le groupe Black Project a samplé Alexandrie Alexandra dans Everybody.
- En 2002, Les Castafiores la reprennent sur leur live, Punkitchatcha !!!
- Le titre est repris dans la comédie musicale Belles belles belles. Rendant hommage aux titres de Claude François, elle est créée en 2003 par des collaborateurs du chanteur tels Daniel Moyne, Jean-Pierre Bourtayre et Gérard Louvin.
- En 2004, Bob Sinclar remixe Alexandrie Alexandra pour Bernard Frédéric (Benoît Poelvoorde) pour le film Podium
- Richard Grey a samplé Alexandrie Alexandra dans You Can Run.
- Utilisé comme gag dans le film Astérix et Obélix : Mission Cléopâtre (mais pas dans l'album BD Astérix et Cléopâtre — et pour cause : il est sorti en 1965).
- Utilisé comme musique de fête dans le film Vive la France
- Repris par M. Pokora dans son album My Way sorti en 2016 qui a fait un clip tournée à Miami.
- Repris par le Collectif Métissé en 2020.
- Remixé en version longue pour les 40 ans de la sortie du 45 tours en 2018.